# Daar is hij weer
Daar is hij weer, oorspronkelijke titel Er ist wieder da, is een satirische roman uit 2012 van de Duitse journalist en schrijver Timur Vermes. Het is tevens zijn debuutroman.
Het boek gaat over Adolf Hitler die op 30 augustus 2011 wakker wordt op een braakliggend stuk grond in Berlijn. Daar beseft hij dat de wereld sterk veranderd is sinds 1945 en dat hij veel verder in de tijd is geraakt. Een meelevende kioskhouder bezorgt hem een rolletje bij de televisie. Met hulp van Wikipedia leest hij zich via internet razendsnel in over de afgelopen 66 jaar. Als tv-persoonlijkheid Hitler gebruikt hij YouTube en ontdekt hij dat 2011 een veel betere tijd is om zijn boodschap wereldwijd uit te dragen. Hij zegt naar waarheid wie hij is, maar dit wordt beschouwd als methodacting. Zijn stellingnames, nog hetzelfde als voorheen, zijn daardoor juridisch moeilijk aan te pakken. Hij ambieert opnieuw leider van Duitsland te worden. De sensatiekrant Bild wordt genadeloos gevloerd en zijn vernietigende reportage over de NPD verwerft zelfs de prestigieuze Grimme-Preis. Nadat skinheads hem het ziekenhuis in hebben geslagen, liggen de traditionele partijen aan zijn voeten. Het lijkt hem echter beter zelf een beweging op te richten. Op initiatief van een uitgeverij gaat hij eerst zijn derde boek schrijven.
Het boek werd een bestseller in Duitsland, Oostenrijk en Zwitserland. Ook is het boek in enkele tientallen talen vertaald, onder andere in het Engels (Look who's back) en in 2014 in het Nederlands. Eind 2015 verscheen de verfilming Er ist wieder da in de bioscoop.